# István Wampetits

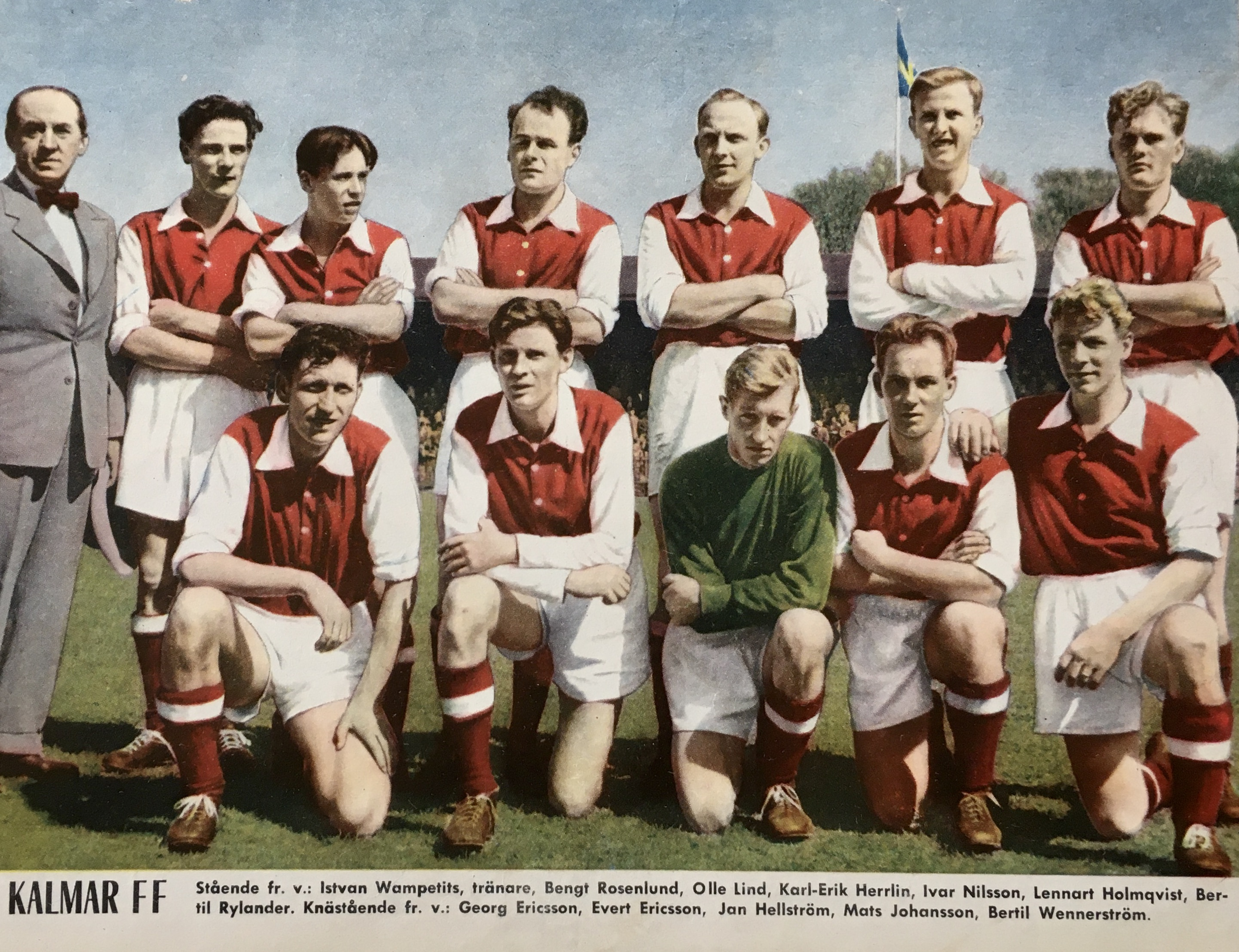
Kalmar FF 1953–54 med tränaren István Wampetits och landslagsmannen Olle Lind i laget.

István Wampetits, även stavat som István Vampetich, född 3 maj 1903, död 1 maj 1993, var en ungersk-svensk fotbollsspelare- och tränare.

## Karriär
István Wampetits tillhörde den grupp av ungerska tränare med gedigna meriter som både spelare och tränare som moderniserade den svenska fotbollen under 1930- och 1940-talen. Vid den här tiden var Ungern på många sätt Europas mest avancerade fotbollsnation. I Budapest hade man redan under mellankrigstiden kunnat studera till fotbollstränare på högskolenivå. Ungern hade dessutom spelat VM-final 1938. Nils Liedholm menar i en av sina böcker, att dessa ungerska tränare lärde svenska spelare framförallt vikten av teknik på fotbollsplan. Wampetits kom till Degerfors IF 1937, ditförmedlad av sina tränarkollegor och landsmän József Nagy och Lajos Czeizler. 
Wampetits var inte bara en skicklig taktiker och duktig tränare, han hade även ett utpräglat öga för att hitta och scouta spelare. Han bidrog till att Gunnar Nordahl från Hörnefors hamnade i Degerfors 1940. Han upptäckte även Kurre Hamrin, när en elvaårig Hamrin spelade i ett pojklag på Stadshagens IP i Stockholm och rekommenderade AIK, att titta närmare på Kurt Hamrin. På ett liknande sätt upptäckte Wampetits Jan Aronsson i Degerfors 1942, när Aronsson blott elva år gammal sparkade boll på gatan. Istvan utbrast: "Ta hand om den grabben, han kan bli Degerfors nya Henry Carlsson" till lagledaren Paul Sarwe. Elva år senare den 8 oktober 1953 debuterade Aronsson i A-landslaget på Henry Carlssons gamla position.
István Wampetits var tränare för Debreceni VSC, Degerfors IF, Malmö FF, Kalmar FF, AIK, Halmstads BK, Örgryte IS och HIFK.

## Utmärkelser
Wampetits invaldes den 25 augusti 2016 i Kalmar FFs Wall of Fame.